# Darlington (udde)
Darlington är en udde i Antarktis. Den ligger i Västantarktis. Argentina, Chile och Storbritannien gör anspråk på området.
Terrängen inåt land är huvudsakligen platt. Trakten är obefolkad. Det finns inga samhällen i närheten.